# 大孔鱔
大孔鱔為輻鰭魚綱合鰓目合鰓魚科大孔鱔屬的其中一種，該物種主要分布於馬來半島的淡水流域，棲息在底層水域，雄魚會築巢。